# 波城大学
波城大学  (法語：Université de Pau et des Pays de l'Adour，简称UPPA) ，是一所历史悠久的法国综合性公立大学，是法国阿基坦院校联盟创始成员。该校始建于1549年，于1970年正式成为多学科综合性大学，并与波尔多大学区及图卢兹大学区构成法国西南三大重要大学区。波城大学凭借能源环境解决方案（Energy Environment Solutions，E2S），自2017年起入选法国“科学、创新、区域、经济（I-Site）”计划（卓越大学计划）。
学校位于法国与西班牙的交界地带，紧靠大西洋，依山傍海，约有学生13100名，国际生占比14%。学校的五个校区包括波城（主校区）、巴约讷、昂格莱、蒙德马桑和塔布校区。专业主要涉及法律、经济、商业及管理，科学技术，文学、语言及艺术等领域。学校拥有两个工程师学院、两个科技学院（IUT）和一个企业管理学院（IAE）。
波城大学拥有21个研究单位，与众多法国国家级研究机构联系紧密，包括法国国家科学研究中心（CNRS）、法国国家农业研究院（INRA）及法国国家信息与自动化研究所（INRIA）。其中，CNRS与波城大学共建有5个在法国乃至全球处于领先地位的国内科研混合单位（UMR, label of excellence），主要进行环境与材料分析科学与物理化学等领域的研究。此外，学校还开设有两所博士生学院（Écoles doctorales）。
国际合作方面，波城大学与全球80所高校签署了校际合作协议。此外，根据自然指数报道，与该校科研联系紧密的前十大国际单位为西班牙奥维耶多大学、俄罗斯国家科学院、香港大学、美国波士顿学院、西班牙国家研究委员会、中国科学技术大学、俄罗斯圣彼得堡国立理工大学、瑞士保罗谢尔研究所、中山大学以及丹麦科技大学。

## 學院
- 理學院
- 文学院

### 商學院，法规學院 - IAE
- 商學院，法规學院  （页面存档备份，存于）, IAE  （页面存档备份，存于）

地圖
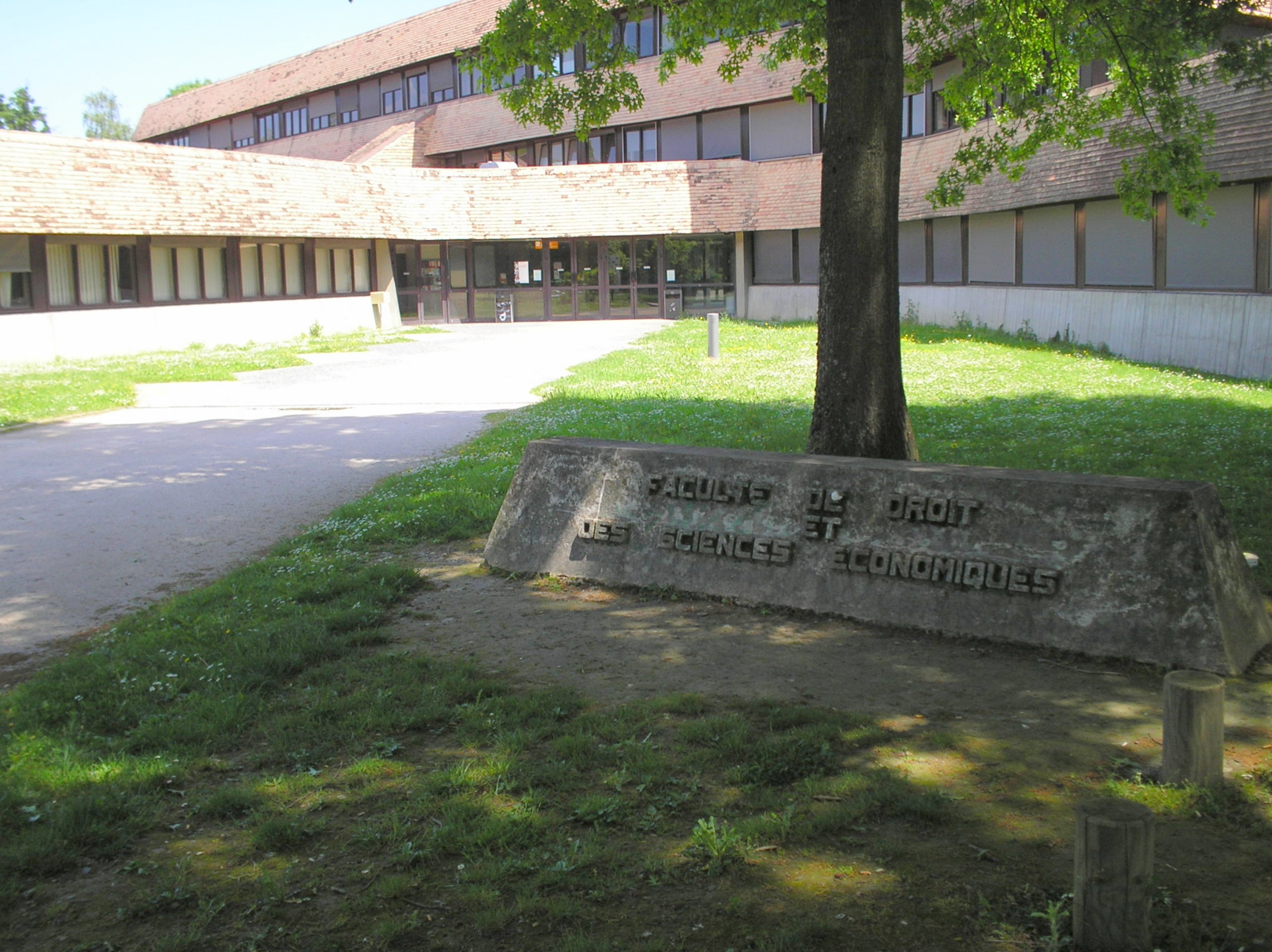
西南门
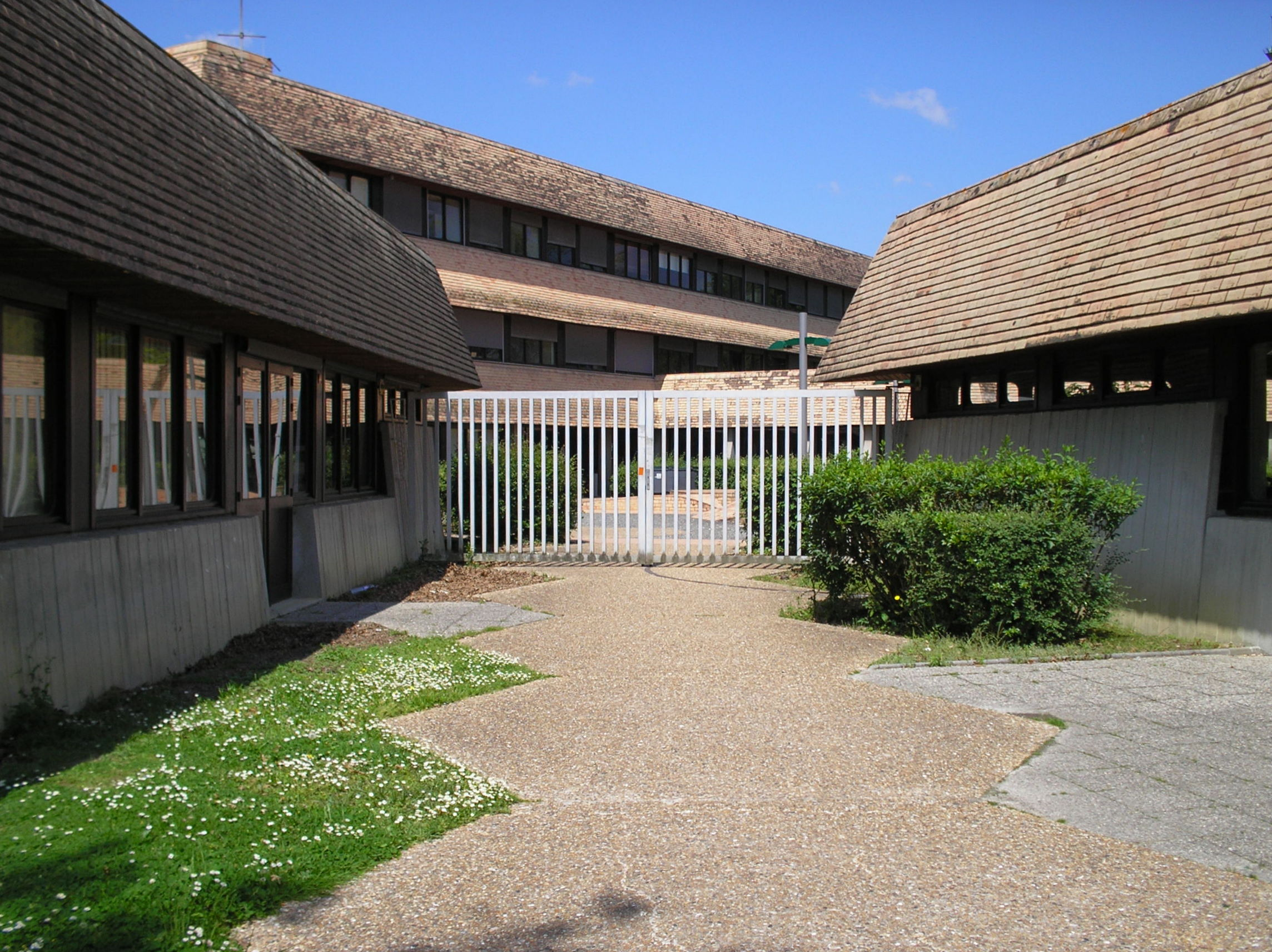
南城門
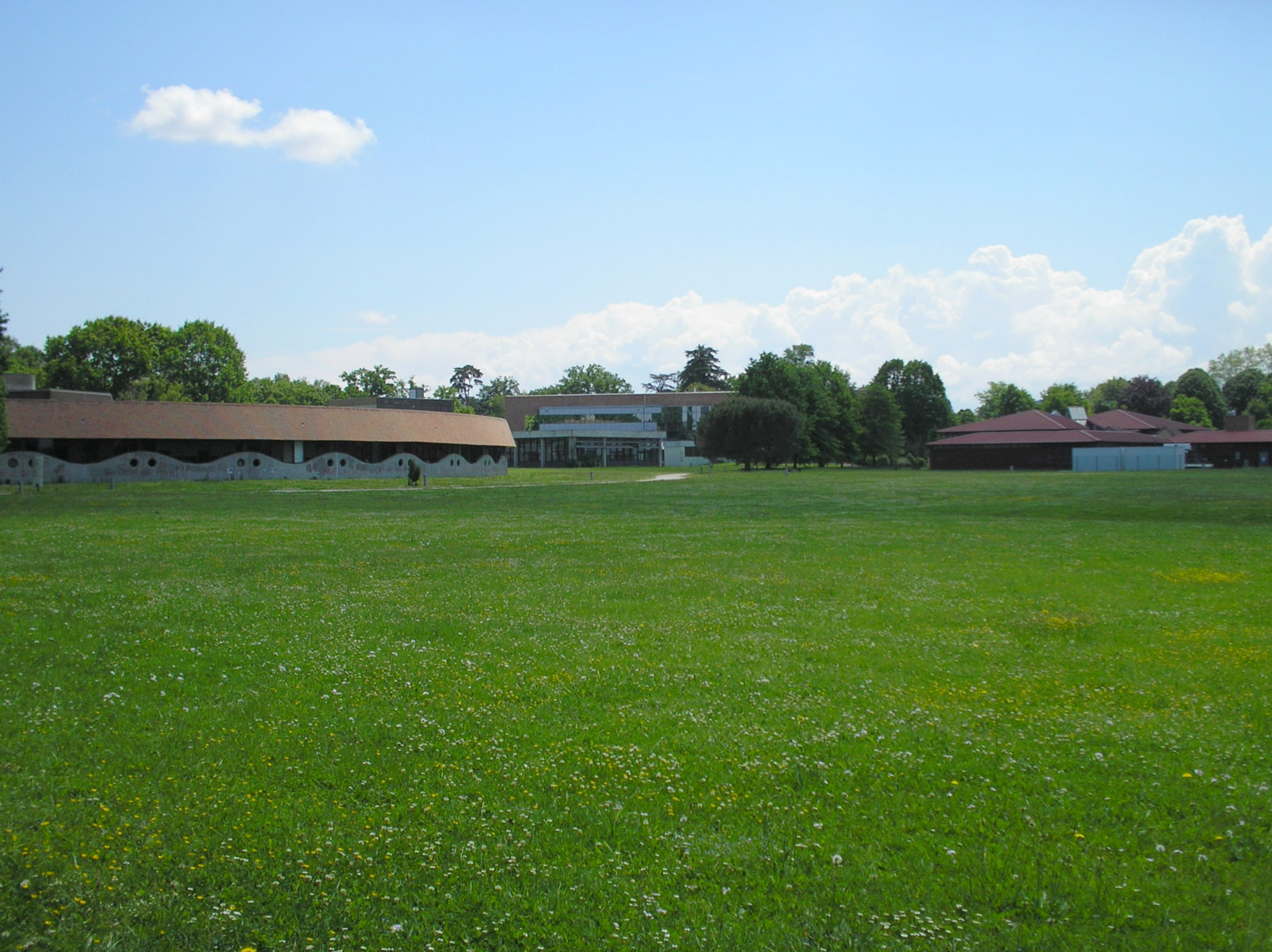

## 参看
- 阿基坦院校联盟

43°18′49.30″N 0°21′54.76″W / 43.3136944°N 0.3652111°W